# 哈迪 (阿肯色州)
哈迪（英語：Hardy）是一個位於美國阿肯色州富爾頓縣和夏普縣的城市。

## 地理
哈迪的座標為36°19′14″N 91°28′50″W / 36.32056°N 91.48056°W，而該地的平均海拔高度為115米（即337英尺）。

## 人口
根據2020年美國人口普查的數據，哈迪的面積為13.93平方千米，當中陸地面積為13.28平方千米，而水域面積為0.65平方千米。當地共有人口743人，而人口密度為每平方千米53人。